# حمزة (مغن راب)
حمزة (مولود Hamza Al-Farissi في 1 أغسطس آب 1994 في بروكسل) هو مغني راب ومغنٍ بلجيكي من أصل مغربي. بدأ حياته الفنية عام 2012. ألّف فرقة Kilogramme Gang مع أصدقائه Triton وMK حيث أصدروا مشروعهم الموسيقي Gotham City Vol. 1  وبعد انفراط عقد الفرقة، أصدر حمزة عددا من الـ mixtape بالانفراد  وحصل على شهرة تعدت حدود بلجيكا نحو فرنسا

## الإصدارات

### EP
- 2016: New Casanova

### Mixtapes
- 2013: Recto Verso
- 2015: H-24
- 2016: Zombie Life
- 2016: Santa Sauce
- 2017: 1994

### الأغاني
- 2017: Vibes
- 2017: Life
- 2019: Paradise